# Camino de Santiago de la Vía de la Estrella
El Camino de Santiago de la Vía de la Estrella, también conocido por su nombre en portugués Vía da Estrela, es uno de los caminos a Santiago utilizados por los peregrinos que se dirigen a Santiago de Compostela como forma de veneración al apóstol Santiago el mayor. El camino nace en la ciudad de Cáceres (Extremadura, España) a partir del Camino de la Vía de la Plata y atraviesa la parte norte de Portugal de sureste a noroeste acabando en la ciudad de Braga, en Portugal, donde entronca con el Camino Portugués.
El recorrido corresponde al de la antigua calzada romana Iter ab Emerita Bracaram que unía Emerita Augusta (Mérida) y Norba Caesarina (Cáceres) con Bracara Augusta (Braga). Debido a esto a lo largo de la ruta se halla un gran patrimonio histórico romano como el puente de Alcántara, el puente de Segura y el foro de Centum Cellas.
El camino es poco transitado y no dispone de la abundancia de infraestructura para el peregrinaje con la que cuentan otras rutas como el Camino Francés. En el año 2008 el camino se encontraba en fase de acondicionamiento para el peregrinaje.
La denominación del Camino tiene un origen claro y cierto:  Se debe al hecho de que atraviesa la Sierra de la Estrella en Portugal y también porque ese nombre se debe a que en su origen la vía principia en el Arco de la Estrella,o puerta del oeste, situada en el casco histórico de Cáceres.

## Trazado de la ruta
| Localidad                           | Provincia/Distrito | A Santiago (km) | Altitud (m) | Web |
| ----------------------------------- | ------------------ | --------------- | ----------- | --- |
| Cáceres                             | Cáceres            |                 |             |     |
| Malpartida de Cáceres               | Cáceres            |                 |             |     |
| Arroyo de la Luz                    | Cáceres            |                 |             |     |
| Brozas                              | Cáceres            |                 |             |     |
| Villa del Rey                       | Cáceres            |                 |             |     |
| Alcántara                           | Cáceres            |                 |             |     |
| Estorninos (Alcántara)              | Cáceres            |                 |             |     |
| Piedras Albas                       | Cáceres            |                 |             |     |
| Idanha-a-Velha                      | Castelo Branco     |                 |             |     |
| Bemposta (Penamacor)                | Castelo Branco     |                 |             |     |
| Mata da Rainha (Fundão)             | Castelo Branco     |                 |             |     |
| Capinha (Fundão)                    | Castelo Branco     |                 |             |     |
| Caria (Belmonte)                    | Castelo Branco     |                 |             |     |
| Belmonte                            | Castelo Branco     |                 |             |     |
| Lameira                             |                    |                 |             |     |
| Valhelhas (Guarda)                  | Guarda             |                 |             |     |
| Colmeal de la Torre                 | Guarda             |                 |             |     |
| Famalicão (Guarda)                  | Guarda             |                 |             |     |
| Quinta da Taberna (Guarda)          | Guarda             |                 |             |     |
| Videmonte (Guarda)                  | Guarda             |                 |             |     |
| Linhares (Celorico da Beira)        | Guarda             |                 |             |     |
| Figueiró de la Sierra (Gouveia)     | Guarda             |                 |             |     |
| Villa Cortés de la Sierra (Gouveia) | Guarda             |                 |             |     |
| Ribamondego (Gouveia)               | Guarda             |                 |             |     |
| Abruñosa la Vieja (Mangualde)       | Viseu              |                 |             |     |
| Santiago de Cassurrães (Mangualde)  | Viseu              |                 |             |     |
| Almeidiña                           | Viseu              |                 |             |     |
| Mangualde                           | Viseu              |                 |             |     |
| Roda                                | Viseu              |                 |             |     |
| Fagilde (Mangualde)                 | Viseu              |                 |             |     |
| Prime                               | Viseu              |                 |             |     |
| Viseu                               | Viseu              |                 |             |     |
| Braga                               | Braga              |                 |             |     |

## Patrimonio de la ruta

### Patrimonio natural y paisajístico

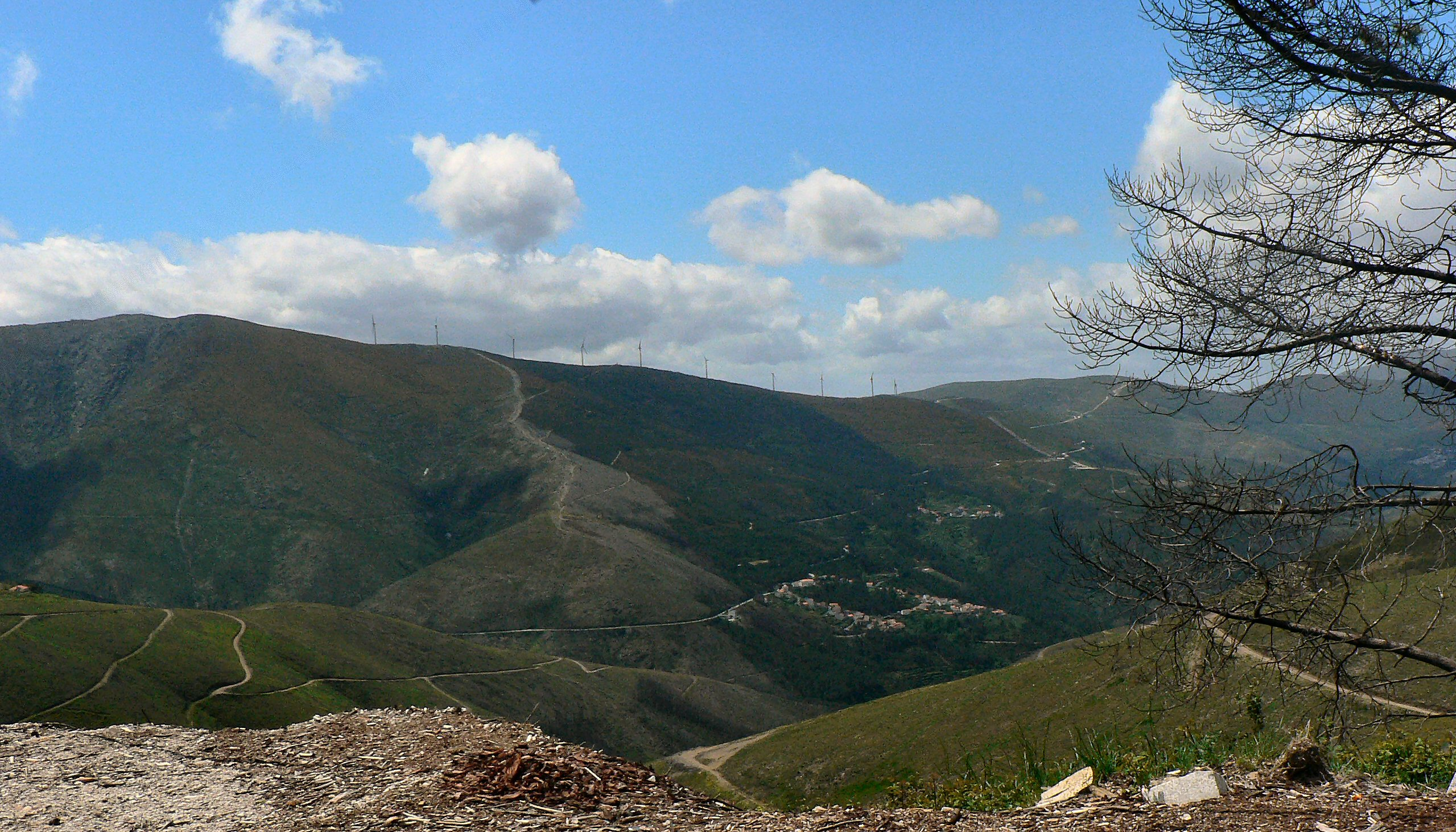
Sierra de la Estrella.

- Monumento Natural de Los Barruecos.
- Parque natural del Tajo Internacional.
- Geoparque Unesco Naturtejo.
- Parque natural de la Sierra de la Estrella.
- Río Mondego.

### Patrimonio arqueológico, artístico y monumental

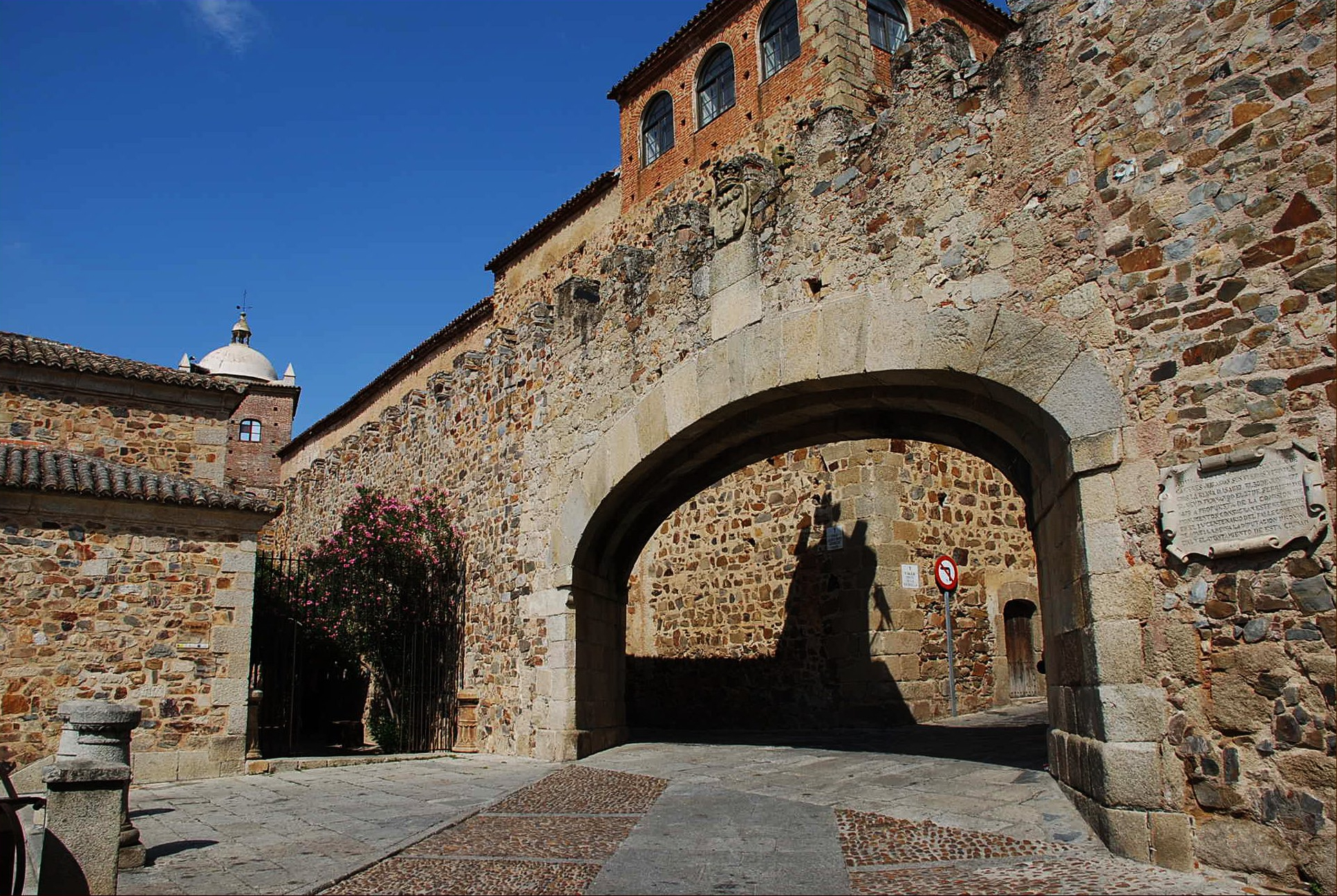
Arco de la Estrella en Cáceres, punto de inicio del camino.

- Ciudad Monumental de Cáceres, Patrimonio de la Humanidad.
- Castillo de Arroyo de la Luz.
- Iglesia de Santa María la Mayor de la Asunción en Brozas.
- Puente Romano de Alcántara.
- Puente Romano de Segura.
- Murallas romanas, basílica y museo epigráfico de Idanha a Velha.
- Foro romano de Centum Cellas.
- Castillo de Belmonte.
- Catedral de Viseu.
- Catedral de Braga.

### Patrimonio cultural y popular
- WOMAD Cáceres.
- Lavadero de Lanas de los Barruecos en Malpartida de Cáceres.
- Festival de Teatro Clásico de Alcántara.

## Templos con advocación a Santiago
- Iglesia de Santiago Apóstol en Cáceres.
- Iglesia de Santiago Apóstol en Villa del Rey.
- Iglesia de Santiago Apóstol en Estorninos.
- Iglesia de Santiago Apóstol en Penamacor.
- Iglesia de Santiago Apóstol en Belmonte.